# 数字电影

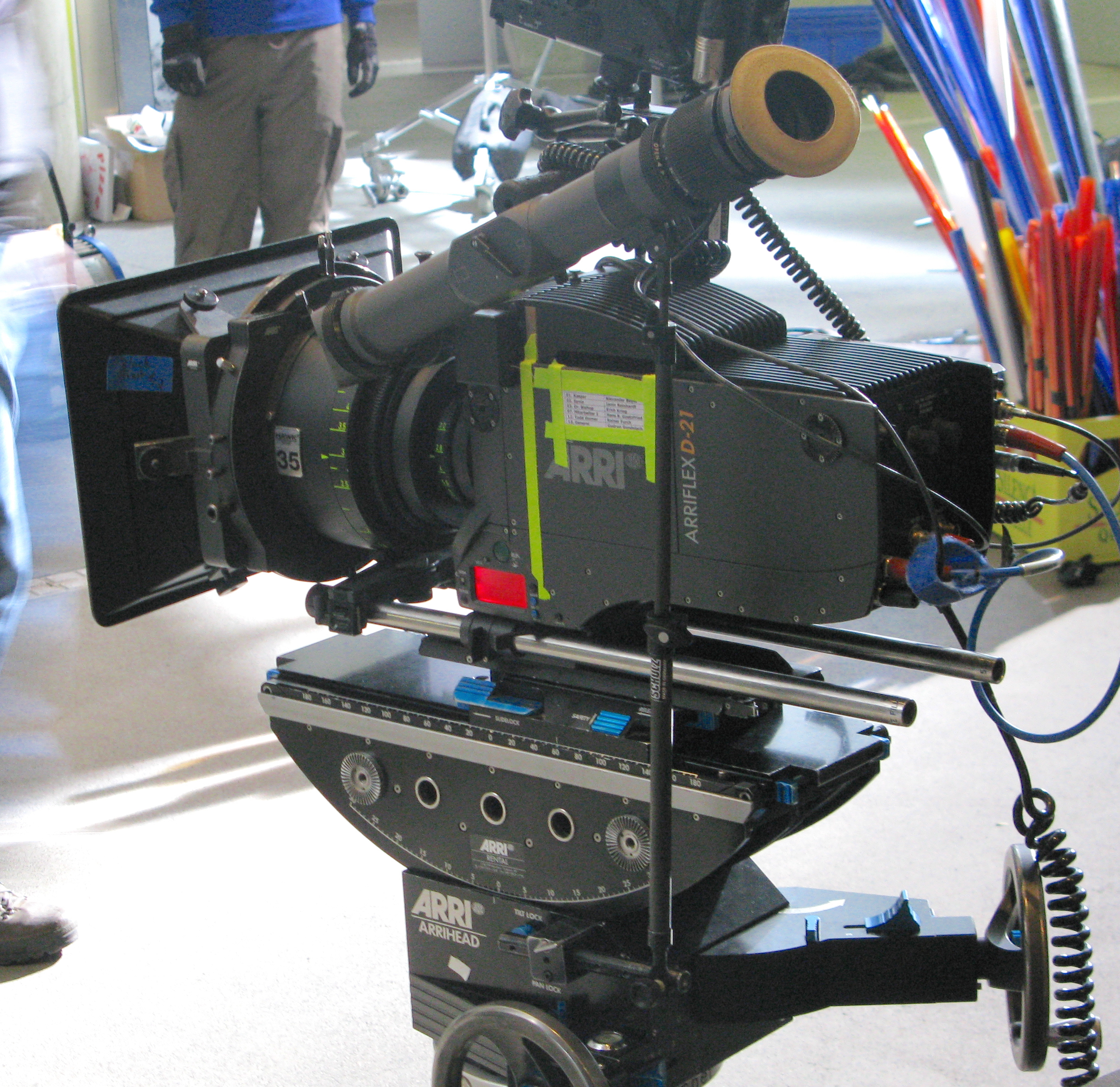
Arriflex D-21

数字电影是使用數碼技术制作、发行、传播的电影。其载体不再是胶片为载体，发行方式也不再是拷贝，而代之以数字文件形式，通过网络、卫星直接传送到电影院以及家庭。数字电影的播映，是由影像投影機实现的，具有高亮度、高清晰度、高反差的特点。